# Cathédrale de Berlin (1536-1747)
Berliner Dom
La première cathédrale de Berlin fut une église conventuelle, devenue collégiale et patronale à fonction cathédrale de 1536 à 1747 (Schloss -, Oberpfarr- und Domkirche). Elle n’existe plus aujourd’hui et se trouvait dans l’actuel quartier Berlin-Mitte au sud du château royal. Contrairement à certaines cathédrales européennes qui ont successivement agrandi ou intégré le bâtiment précédent au nouveau, la deuxième cathédrale de Berlin conçue par l'architecte Johan Bouman ne sera pas construite sur les fondations de la première, mais 300 m plus loin dans le Lustgarten. La première cathédrale sera démolie sur ordre du roi Frédéric II de Prusse en 1747.En revanche, le point commun entre les trois cathédrales de Berlin est la présence depuis le XVIe siècle de la crypte héréditaire des princes électeurs devenus rois de Prusse, puis empereurs d’Allemagne en raison de leur appartenance à la maison des Hohenzollern.

## Couvent dominicain et chapelle castrale

### La politique territoriale du Brandebourg et l'essor des ordres mendiants

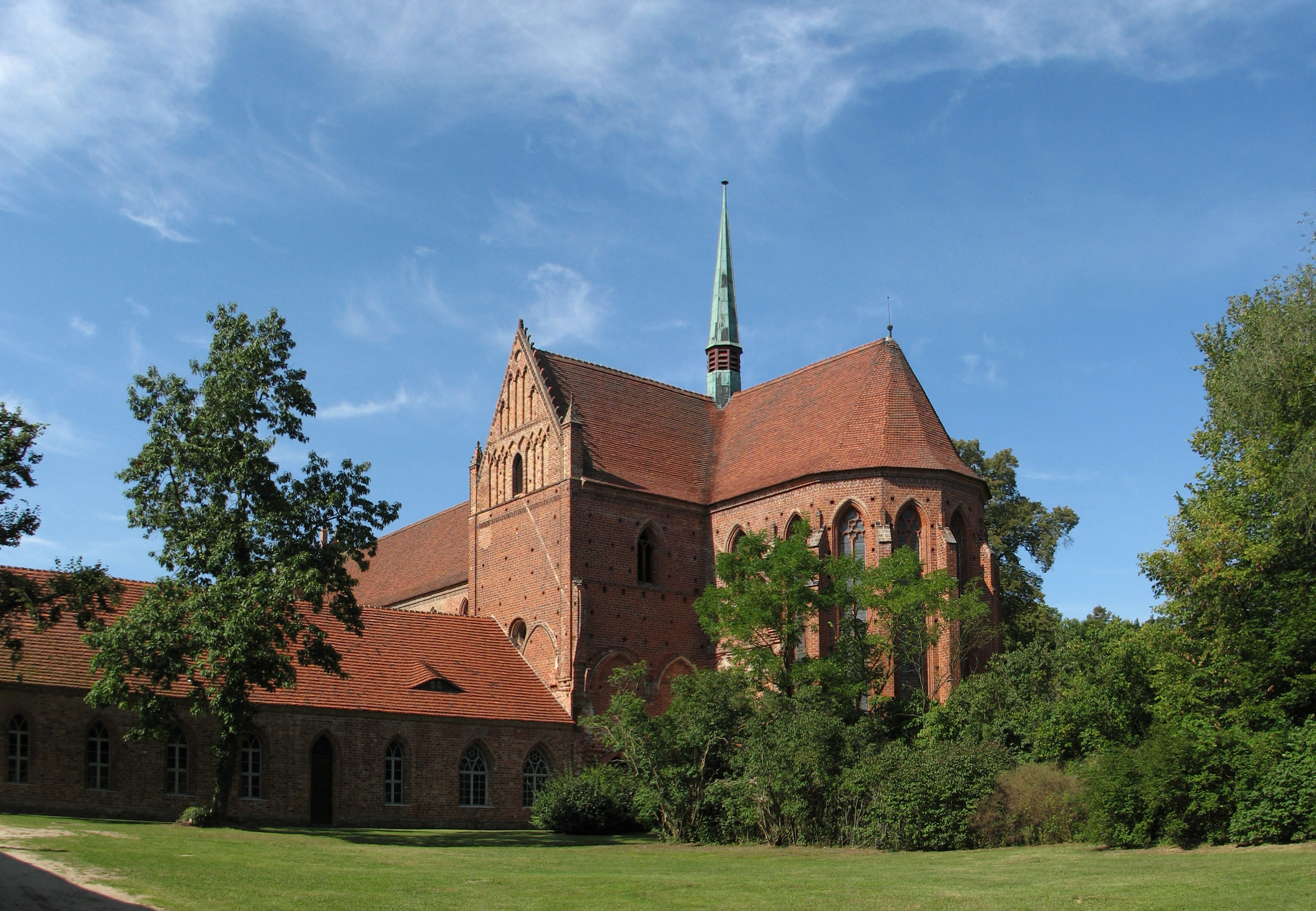
Exemple de gothique de brique, église du couvent cistercien de Chorin

La Maison d'Ascanie renforça son pouvoir dans la marche de Brandebourg au XIIe siècle. L'essor économique se réalise en même temps que la politique de colonisation (Ostkolonisation) des terres à l'est de l'Elbe et une christianisation progressive des nouvelles terres acquises. Un commerce de type médiéval s'installe dans et entre les villes nouvellement créées:
- Prenzlau en 1235 ;
- Cölln en 1237 ;
- Berlin en 1244 ;
- Francfort-sur-l'Oder en 1253.

Parallèlement à la création des villes, on assiste à la fondation de couvents-mendiants dans la gigantesque province Teutonia au nord des Alpes.
- En 1221, le premier couvent dominicain est créé à Cologne et on institue la province Teutonia qui va de la Mer du Nord à la Mer Baltique, des Alpes aux confins de la Scandinavie.
- En 1228, Les couvents scandinaves sont séparés de la Teutonia et forment leur propre province.
- En 1259, les couvents flamands sont rattachés à la province de France.
- En 1303, le chapitre général tenu à Besançon sépare les nations septentrionales[N 1] de la Teutonia et les rassemble dans la Saxonia[5]. En 1308, la seconde est découpée en huit « nations » dont le Brandebourg auquel appartenaient l'intégralité des couvents[6] situés dans le margraviat ascanien.

L'engagement des margraves et de leur cour aux côtés des dominicains ne se limitait pas à une collaboration active sur le plan territorial. Ils se sont investis également dans la vie religieuse et récoltèrent en retour des avantages et des relations utiles à leur règne. Le margrave Jean Ier fut dignement représenté et défendu en personne par le prieur de la province dominicaine et l'abbé de Lehnin pour obtenir du pape Alexandre IV la dispense nécessaire à son mariage avec une fille du duc Albert Ier de Saxe. D'autres couvents furent créés grâce à la générosité et aux dons des souverains et nobles de la cour dont certains membres devenaient frère prêcheur ou gravitaient autour des communautés mendiantes en participant aux offices, aux actions de grâce et de pénitence ou aux confessions. Les dominicains sont présents ou invités pour les moments importants de la vie du prince. Othon III sera inhumé au couvent dominicain de Seehausen.
Le clergé régulier joua donc un rôle primordial dans l'introduction et le renouveau du christianisme dans les marches orientales. Au départ, les souverains brandebourgeois font venir plusieurs ordres: les prémontrés, les dominicains, les augustins, les franciscains et les cisterciens. Les derniers occupent une place de choix dans le Brandebourg ; ils fondèrent les couvents célèbres et influents de Zinna (1170), de Lehnin (1180), de Chorin (1258) et de Himmelpfort (1299).
Les tombeaux et sarcophages des souverains ascaniens, devenus ottoniens, se trouvaient à l'abbaye de Lehnin. Les relations privilégiées qu'entretenaient les margraves, puis princes électeurs de Brandebourg avec des ordres plus contemplatifs vivant en clôture pour la prière et l'étude servent en premier lieu à rattraper le retard qu'avait le Brandebourg sur le plan culturel par rapport à ses voisins allemands. Mais il faudra attendre la fin du Moyen Âge pour que les grandes abbayes brandebourgeoises puissent s'enorgueillir de leurs bibliothèques richement dotées. L'abbaye de Lehnin disposait d'un catalogue dépassant le millier d'exemplaires en 1514. De même, l'électeur Joachim II Hector de Brandebourg fonda en 1506 à Francfort-sur-l'Oder une université qui deviendra un pôle éducatif et intellectuel pour le Brandebourg: l'alma mater Viadrina.

### L'église du «couvent noir» de Cölln

Sceau de l'Ordre des Prêcheurs

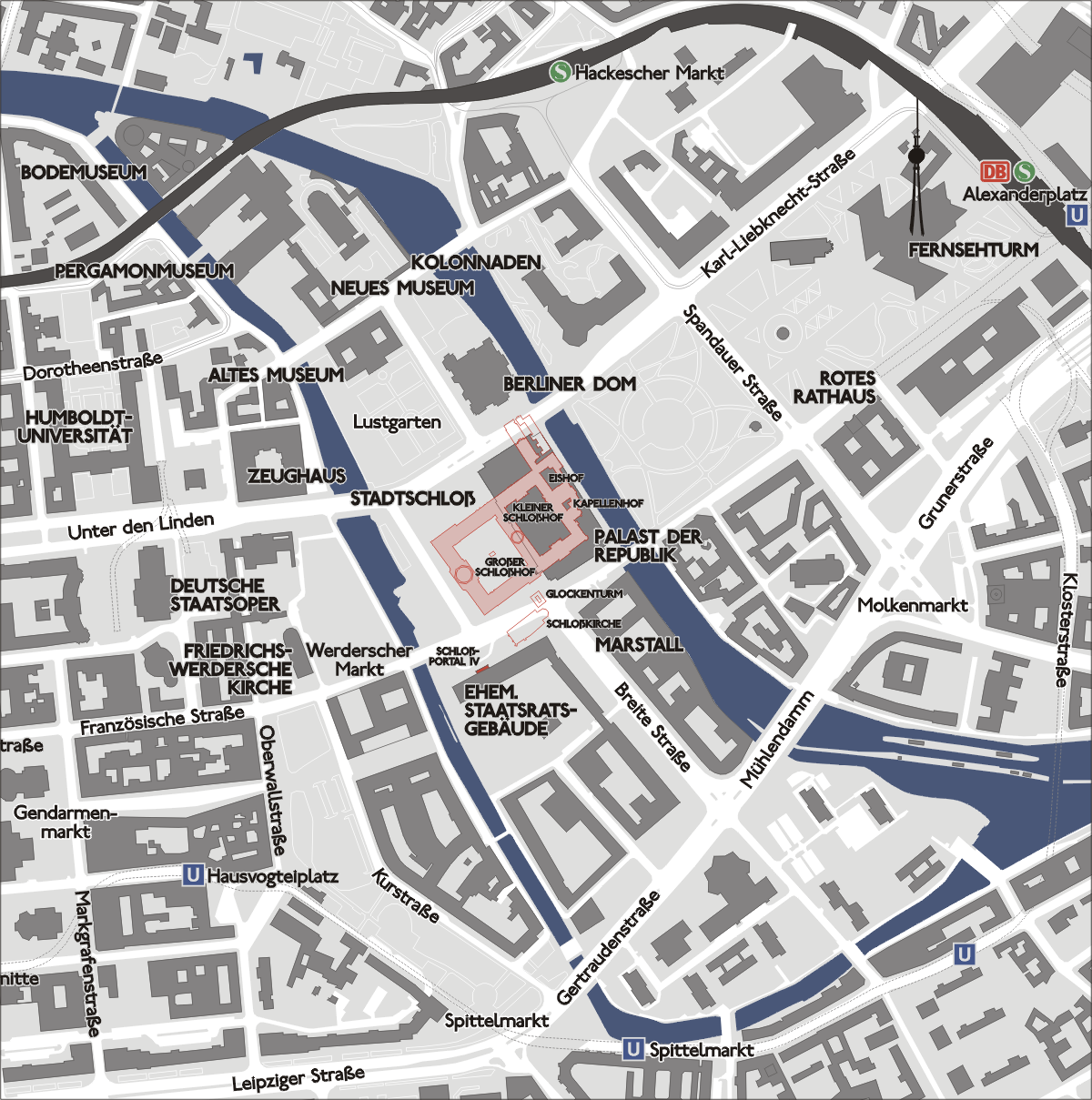
Emplacement du château et de l'ancienne église dominicaine devenue cathédrale de Berlin (en beige sur le plan)

Le margrave octroya un terrain à l'Ordre des Prêcheurs qui, fidèles à leur règle de frères mendiants, firent construire un couvent d’allure modeste avec une église sans artifice et sans clocher.Les Dominicains fondèrent ce monastère sur l‘île de la Spree à Cölln vers la deuxième moitié du XIIIe siècle. Les villes jumelles Berlin-Cölln étaient avec Prenzlau et Brandebourg-sur-la-Havel une exception dans la Marche de Brandebourg où il était rare que plus d'un couvent mendiant s'installait dans la même ville. Contrairement à la Thuringe, la Saxe et la Silésie qui étaient très riches en communautés religieuses dans une même cité, le Brandebourg était très rural avec une faible densité de population .
Plusieurs facteurs expliquent cette implantation de couvents dominicain et franciscain à Berlin-Cölln. Berlin et les alentours formaient une diète, un territoire défini par l'ordre dominicain pour indiquer la zone où seraient autorisés l'apostolat, la prédication et les aumônes (« terminus praedicationis  »). Afin de ne pas se faire concurrence entre eux, les différents couvents se partageaient le territoire en fonction des quêtes et dons possibles suivant le nombre d'habitants et le niveau de vie de ceux-ci. Il fallait assurer la survie d'un seul couvent d'un même ordre.
Les dominicains étaient très appréciés, notamment dans les campagnes, pour l'aide qu'ils prodiguaient aux pauvres et aux malades. La dynastie ascanienne du margraviat de Brandebourg savait qu'elle devait entretenir de bonnes relations avec les ordres mendiants. Elle donna sa préférence aux dominicains dont le chapitre de la province « Saxonia » fut organisé à Berlin de 1252 à 1428. Les ordres mendiants affectionnaient particulièrement la ville plus que la campagne et l'isolement. Jacques Le Goff a en effet défendu la théorie qu'il n'y a pas de centre urbain sans un couvent mendiant. Les couvents des ordres mendiants s'installent dans les nouveaux milieux urbains réclamant une évangélisation d'un genre nouveau au sein d'une population riche en immigrants, souvent d'origine rurale. On trouve pour cette raison les couvents mendiants dans les faubourgs et les périphéries des cités.
La maison d'Ascanie, maître du margraviat de Brandebourg au XIIIe siècle, s'intéressait beaucoup au découpage territorial interne à l'ordre dominicain et cherchait à l'adapter à sa propre politique. À quelques exceptions près, les « nations » créées au sein de la province dominicaine Saxonia correspondaient peu ou prou aux divisions régionales ou étatiques présentes dans cette partie orientale du Saint-Empire.
Le style architectural en vogue dans le Nord de l'Allemagne et particulièrement les villes hanséatiques était le gothique de brique. Les édifices religieux et civils les plus aboutis de ce style se rencontrent dans les cités marchandes au statut autonome, comme à Lübeck ou Gdansk car la richesse matérielle et l'esprit plus progressiste de la population ont grandement contribué à une atmosphère propice aux arts et à la culture. La mode des églises-halles en brique se maintiendra longtemps sur le sol allemand puisque deux à trois siècles plus tard, la cité impériale de Nuremberg construit des églises-halles en brique avec des façades-pignons surélevées d'arcades.
Le Brandebourg, certes moins prospère que les cités hanséatiques ou les principautés ecclésiastiques, peut néanmoins citer l'église de l'abbaye de Chorin ou la cathédrale Sainte Catherine de Brandebourg-ville.
Othon V, concéda parallèlement un terrain aux franciscains près de l'enceinte de la nouvelle ville créée par la fusion de Cölln et Berlin.Les frères mineurs construisirent un couvent accompagné d'un cimetière et d'une basilique en briques à trois nefs. En raison de la couleur grisâtre de l'habit des premiers frères mineurs, le couvent fut nommé dans le langage courant local le « couvent gris » ,.
Le monastère dominicain prit le nom de « couvent noir » à cause de la bure noire des frères prêcheurs et par opposition au « couvent gris » des frères mineurs.

### La chapelle Saint Elme du château
En 1443, Frédéric II fit ériger le nouveau château des princes électeurs du Brandebourg à mi-chemin entre Cölln et Berlin. Sept ans plus tard, la chapelle fut dédiée et consacrée à saint Érasme de Formia ou saint Elme pour les offices divins suivis par la famille princière et sa cour. En 1465, le pape Paul II l'élève au rang d’église collégiale .
Lorsque la chapelle interne au palais devint trop exiguë et plus assez représentative de la dignité croissante des princes électeurs, l’électeur Joachim II Hector de Brandebourg demanda en 1535 la permission au pape Paul III d’utiliser l’église conventuelle dominicaine à quelques mètres du château royal qui devint par la même occasion une église capitulaire (Domkirche). Le souverain fut particulièrement généreux dans ses donations. Le roi fit transférer les Dominicains dans un monastère à Brandebourg-sur-la-Havel en 1536, date à laquelle fut consacrée la nouvelle église cathédrale.

## Église cathédrale à partir de 1536

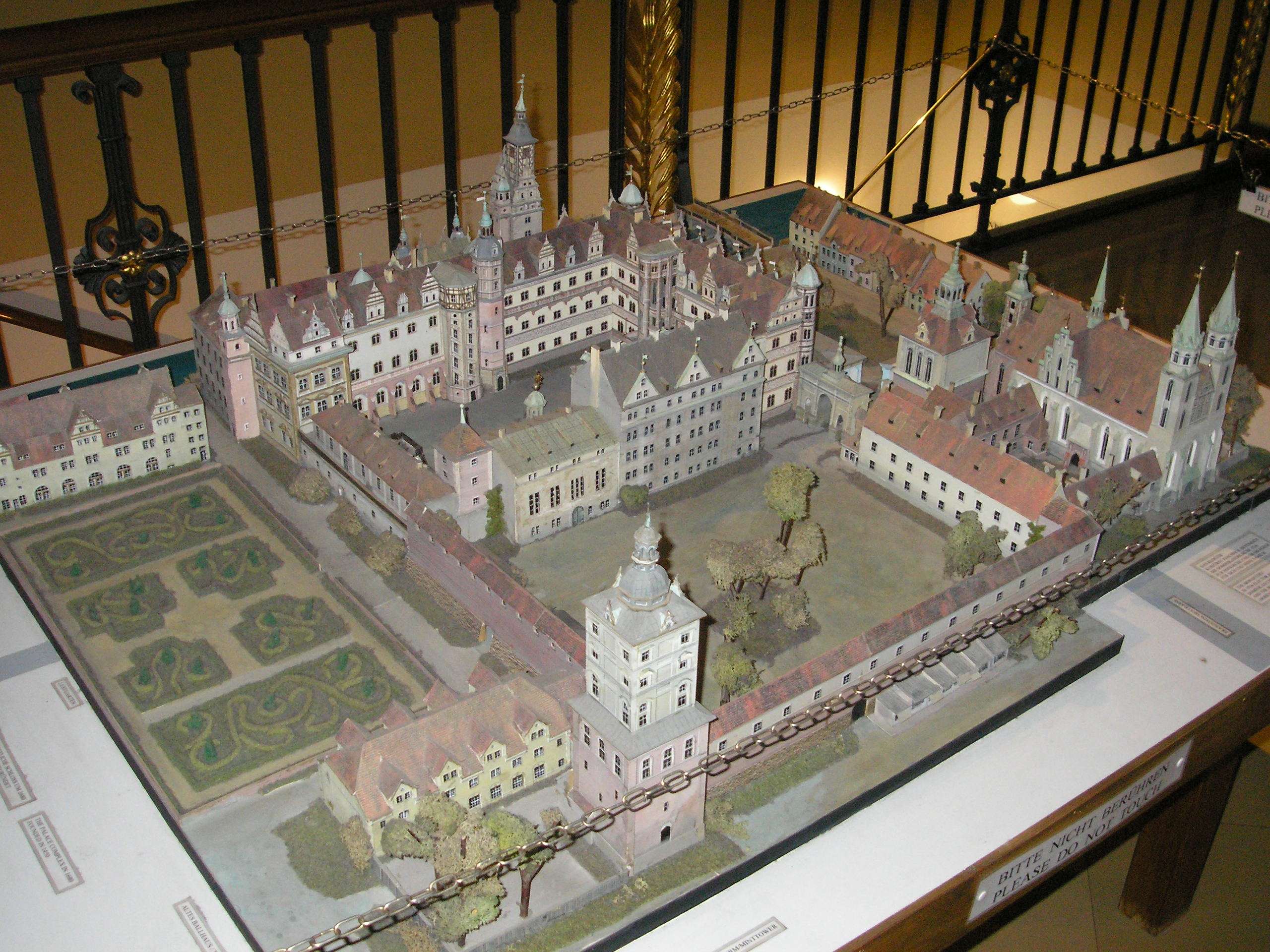
Maquette du château et de l'église cathédrale attenante pendant la Renaissance

Berlin n’étant pas à cette époque le siège d’un évêché disposant d’une cathédrale historique, on ne peut pas parler stricto sensu d’un « Dom » pour cette ville quoiqu'elle soit devenue capitale de l'empire allemand, puis de l'Allemagne réunifiée.
L'ancienne église des dominicains devint donc une église paroissiale d'obédience catholique, rattachée à la vie du château (Schlosskirche), puis, pour une période relativement courte, une église capitulaire dirigée par des chanoines (Stiftskirche). Comme ce fut l'usage dans les pays luthériens du Nord de l'Allemagne, en passant au culte protestant, elle devint une cathédrale bien qu'elle ne fût pas le siège d'un évêché, ni d'un diocèse. Chez les protestants, le terme « Dom » désigne l'église principale d'une ville ou région au caractère représentatif fort.

### La période catholique
Ce fut le prince électeur Frédéric II de Brandebourg qui, pendant son séjour à Rome en 1453 alors qu’il partait en croisade à Jérusalem, obtint du pape que la chapelle conventuelle devienne église paroissiale à partir du 1er décembre 1454. À cette occasion, le pape lui offrit une rose en or pour célébrer la consécration de l’église. Le prêtre est nommé chapelain permanent de la cour au service de la famille princière. Par cet acte, les Hohenzollern acquéraient leur église personnelle rattachée à leur maison.
Cinq ans plus tard, Frédéric II fit en sorte que son église paroissiale devienne une collégiale, un « monument témoignant de la gratitude du prince électeur pour tous les bienfaits que Dieu lui a accordés, à lui et à son pays ». Étaient présents à la cérémonie d’inauguration les évêques de Brandebourg et Lebus, les abbés des couvents cisterciens Lehnin, Zinna, Chorin et Himmelpfort.
Les choses évoluent très vite puisque, le 2 avril 1465, un collège de huit chanoines est intronisé officiellement pour desservir le chapitre de l’église cathédrale, ce qui est considéré à postériori comme l’acte fondateur du chapitre cathédral de Berlin. On fixa en même temps la liturgie et les revenus.
Frédéric II fit du chapitre cathédral la quatrième institution ecclésiastique de ses états après Brandebourg, Havelberg et Lebus en nommant le prévôt de Berlin le neuvième des chanoines dirigeant le chapitre. Les successeurs de Frédéric II ne s’intéressèrent pas autant à la collégiale, puis au chapitre de Cölln-Berlin. Il fallut attendre le prince électeur Joachim Ier qui, à la fin de sa vie, souhaita déplacer et agrandir le chapitre. Il n’en eut pas le temps ; ce fut sous son successeur, l’électeur Joachim II Hector de Brandebourg, que le chapitre fut officiellement reconnu comme chapitre cathédral par la bulle papale du 18 novembre 1535. De ce fait, il obtenait les pleins pouvoirs pour transformer l’église des Dominicains en un chapitre cathédral en déménageant les frères prêcheurs qui laissaient leurs locaux à la disposition du pouvoir civil à des fins de représentation pour la ville devenue résidence princière. Toutes les conditions juridiques et légales furent réunies le 28 mai 1536. Le pape a probablement consenti cet échange avec le couvent dominicain pour encourager le prince électeur à rester fidèle à la foi catholique à une époque où déjà la majeure partie de son peuple s'est spontanément convertie à la foi luthérienne.
Le 2 juin 1536, le pape confirme à Joachim II, qui sera le dernier prince électeur catholique de la dynastie, le changement de statut entre la collégiale et le chapitre cathédral: dans la langue courante, on parle désormais de la « cathédrale de Berlin », et plus tard de la « vieille cathédrale de Berlin » (« Alter Berliner Dom »),

### La période protestante
En 1539, le prince électeur introduisit officiellement le culte luthérien et fonda la crypte héréditaire des princes électeurs du Brandebourg. En 1614, l'église patronale passa au culte réformé jusqu'à ce que Frédéric le Grand la considéra comme délabrée.
Néanmoins, le prince électeur souhaita que les cérémonies somptueuses puissent continuer moyennant quelques adaptations nécessaires.
Les prédicateurs de la cour étaient désignés exclusivement par le prince électeur. Le premier à officier fut Johann Agricola d’Eisleben.
L’électeur Joachim Frédéric décréta le 25 mai 1608 que la cathédrale serait dorénavant l’église paroissiale et patronale de Cölln. Tous les rites catholiques furent supprimés et le chapitre cathédral fut destitué. Par voie de conséquence, il n’y avait plus de cathédrale à Berlin-Cölln sur le plan statutaire. Pourtant, la paroisse continua par usage linguistique et habitude collective à se nommer paroisse cathédrale et l’église resta dans la vox populi l’ancienne cathédrale de Berlin jusqu’en 1747.
Le 18 décembre 1613, l’électeur Jean III Sigismond de Brandebourg se convertit officiellement à l’église réformée, seule autorisée à utiliser la cathédrale pour les offices divins. Cela conduit le prédicateur luthérien de la cour Simon Gedik à s’insurger contre la transformation d’une cathédrale luthérienne en un temple réformé. Le prince électeur le congédia.
En 1615, en l’absence de Jean III Sigismond, son frère, le statthalter margrave Jean-Georges, fit ôter de cette cathédrale devenue église paroissiale réformée toutes les épitaphes, les crucifix et les tableaux, y compris ceux de Cranach. La princesse électrice, Anna, sauva les pièces les plus précieuses en les transférant dans sa chapelle votive à l'intérieur du palais.
Le prince électeur Georges Guillaume décréta la mutation statutaire de la cathédrale de Cölln en une église paroissiale réformée. On ne parle plus de prédicateur de la cathédrale, mais de prédicateur de la cour, voire tout simplement prédicateur. Le prince ordonna de plus que l’église paroissiale réformée soit totalement séparée de la tutelle de l’église castrale et que dorénavant « tous les gouvernants et princes pourront pratiquer la religion de leur choix dans la chapelle interne au château ».
En dépit de la présence permanente de luthériens ans la population et à la cour, l‘Église réformée se répandit progressivement et se stabilisa par le fait du prince qui encouragea cette obédience protestante. Le grand électeur introduisit en 1658 le directoire de l’église cathédrale (« Domkirchendirektorium ») et permit ainsi la première administration autonome de l’église en la libérant de toute tutelle étatique.

### L'édifice et les différentes phases de construction

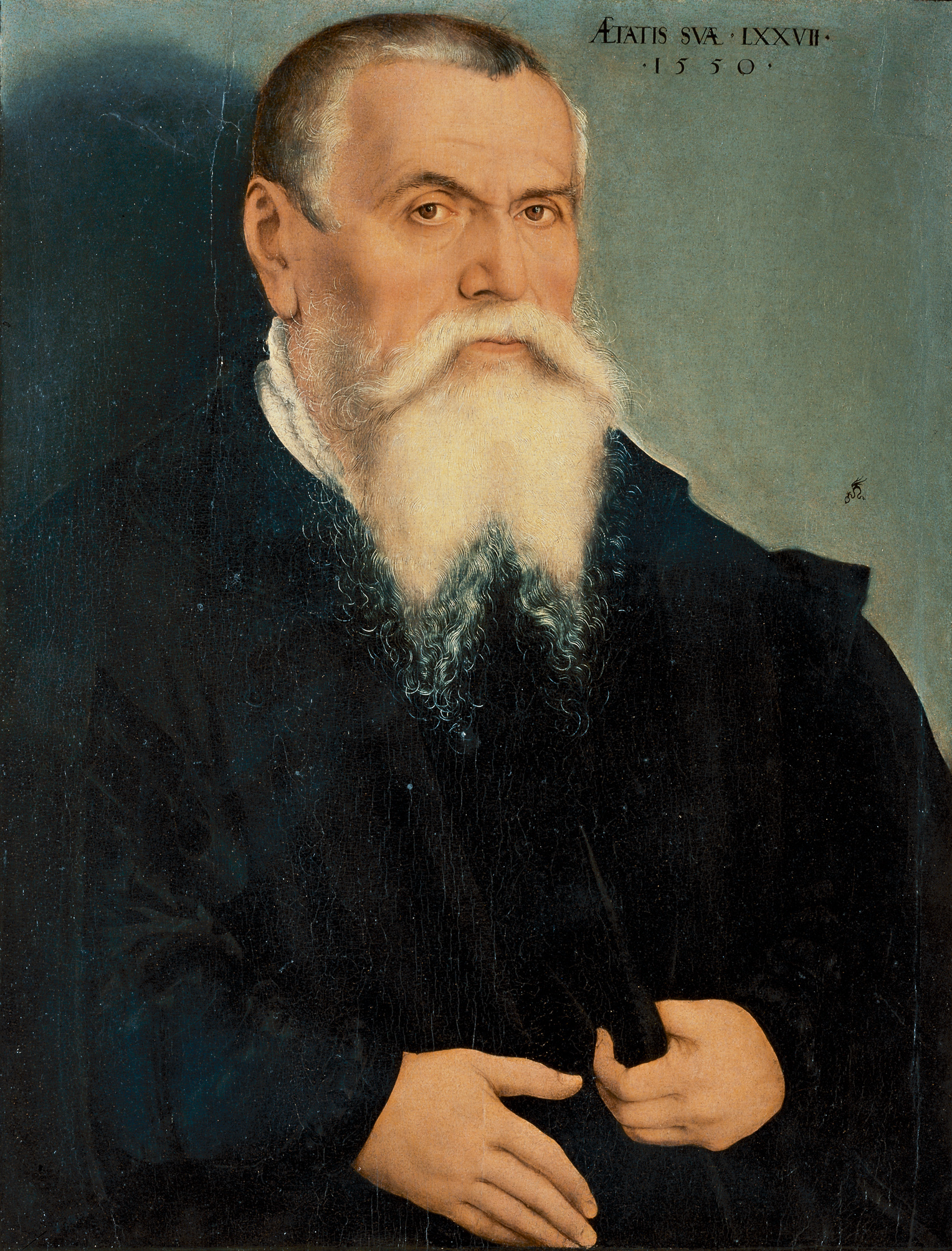
Des œuvres de Lucas Cranach l'Ancien décoraient la première cathédrale de Berlin.

Pour rappel, l’église conventuelle à trois nefs des dominicains fut bâtie dans le style gothique de brique. On suppose qu’elle existait déjà au XIIIe siècle. L’édifice originel ne disposant d’aucun clocher, les premiers travaux d’agrandissement furent les deux tours sur sa façade occidentale. Grâce à un couloir de type galerie couverte, le prince électeur pouvait se rendre directement et incognito dans l’église collégiale. L’ancienne cathédrale de Berlin attirait les visiteurs et les pèlerins sur une grande distance car on voulait admirer sa décoration intérieure et les ornementations liturgiques utilisées pour les offices religieux. Entre autres, de nombreux tableaux de Lucas Cranach l'Ancien décorait la cathédrale. Les deux tours ont subi de nombreux travaux de rénovation au fil des siècles. Au milieu du XVIIe siècle, les tours d’origine furent démontées tandis que deux nouvelles furent érigées en 1717.
Au XVIe siècle, sous le règne de Joachim II, un campanile plus ancien a été modifié et adjoint à l’église collégiale pour la doter d’un clocher,. Le nouveau clocher reçut un carillon, une tradition très appréciée en Allemagne du nord-est. À la demande du prince électeur, dix cloches ont été mises à disposition par les communes environnantes tout autour de Berlin.
En 1685, le grand électeur fit adjoindre une cloche très décorée au clocher qui se trouvait au-dessus de l'apside et on apposa les armes princières. En 1697, les deux tours du frontispice occidental furent démontées. En 1697, on démolit les clochetons et le gâble à échelons du frontispice. En 1717-18, de nouvelles tours occidentales sont construites, dotées chacune d'une cloche provenant de l'ancien clocher.
Des tombeaux princiers ont été aménagés à l’intérieur de l’église pour offrir une sépulture prestigieuse aux princes inhumés jusque dans les années 1550 à l’abbaye de Lehnin près de Potsdam. Les ossements et les dépouilles princières furent transférés à Berlin dans ce qui est devenu la cathédrale. Par la suite, tous les souverains et leurs épouses ont été inhumés dans l’église officielle de la cour, comme Sophie-Charlotte de Hanovre enterrée en grande pompe en 1705. Les travaux d’entretien n’ont cessé de se cumuler depuis 1667. Le clocher fut entièrement rasé en 1716. Ce fut le roi de Prusse, Frédéric II, qui décréta la démolition complète de l’édifice gothique pluriséculaire en 1747 lorsqu’il constata qu’il était de plus en plus délabré et coûteux à entretenir.
Les tombeaux et sarcophages restèrent deux ans dans l’ancien édifice avant d’être transférés dans la nouvelle cathédrale baroque, bâtie par Johan Bouman et Georg Wenzeslaus von Knobelsdorff et consacrée et bénie le 6 septembre 1750.